# Calliergon molle
Calliergon molle là một loài rêu trong họ Amblystegiaceae. Loài này được Hedw. Kindb. mô tả khoa học đầu tiên năm 1897.